# Russule charbonnière
Russula cyanoxantha
Espèce
Russula cyanoxantha, la Russule charbonnière, est une espèce de champignons basidiomycètes de la famille des russulacées. Caractérisée par ses lames lardacées et son chapeau polychrome à nuances vertes ou violacées, c'est l'une des Russules les plus communes et également l'espèce de Russule comestible classique par excellence.

## Systématique

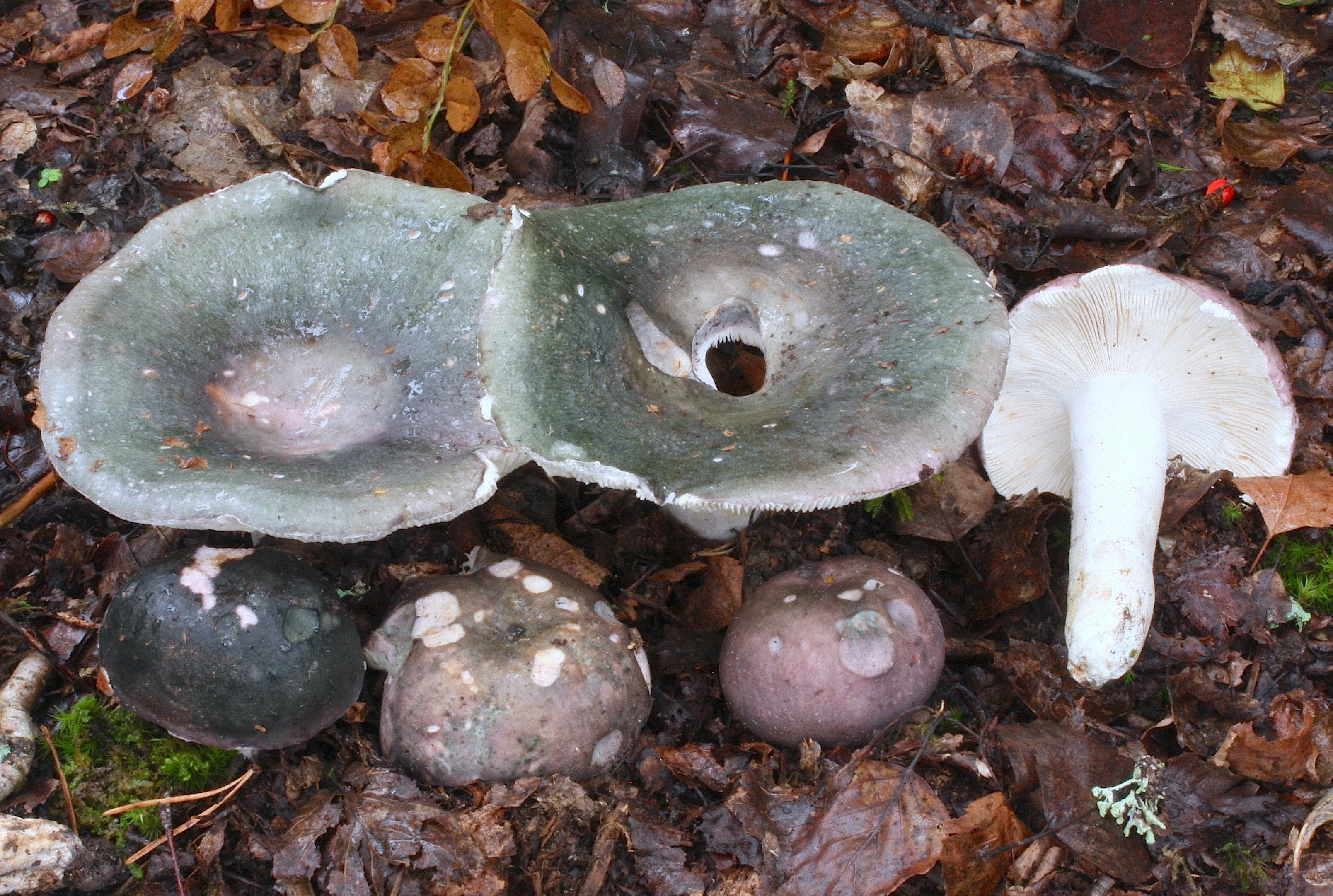
Collection de sporophores de R. cyanoxantha en Finlande.

Le nom scientifique complet (avec auteur) de ce taxon est Russula cyanoxantha (Schaeff.) Fr..
L'espèce a été initialement classée dans le genre Agaricus sous le basionyme Agaricus cyanoxanthus Schaeff..

### Synonymes
Russula cyanoxantha a pour synonymes :
- Agaricus cyanoxanthus Schaeff.
- Agaricus lividus var. angustatus Pers., 1801
- Agaricus pectinatus var. cyanoxanthus (Schaeff.) Duby
- Hypophyllum virens Paulet
- Russula angustata (Pers.) Cooke
- Russula cutefracta Cooke
- Russula cutifracta Cooke

### Phylogénie
Elle a été décrite pour la première fois en 1774 par Jacob Christian Schaeffer, qui lui a donné le nom d'Agaricus cyanoxanthus. Le nom actuel lui a été donné en 1883 par Elias Magnus Fries, qui l'a transféré dans le genre Russula dans le volume 2 de son ouvrage Monographia Hymenomycetum Sueciae de 1863.
Marcel Bon et Henri Romagnesi placent la Russule charbonnière dans la sous-section Indolentinae, qui se trouve elle-même dans la section Heterophyllae. Les représentants de cette sous-section se distinguent par leur saveur douce, leur sporée blanche et leur réaction négative au sulfate de fer.

### Étymologie
L'épithète spécifique est tirée du grec kuanòs "turquoise" et xanthòs "jaune", en raison de ses gammes de couleurs,.

## Description du sporophore

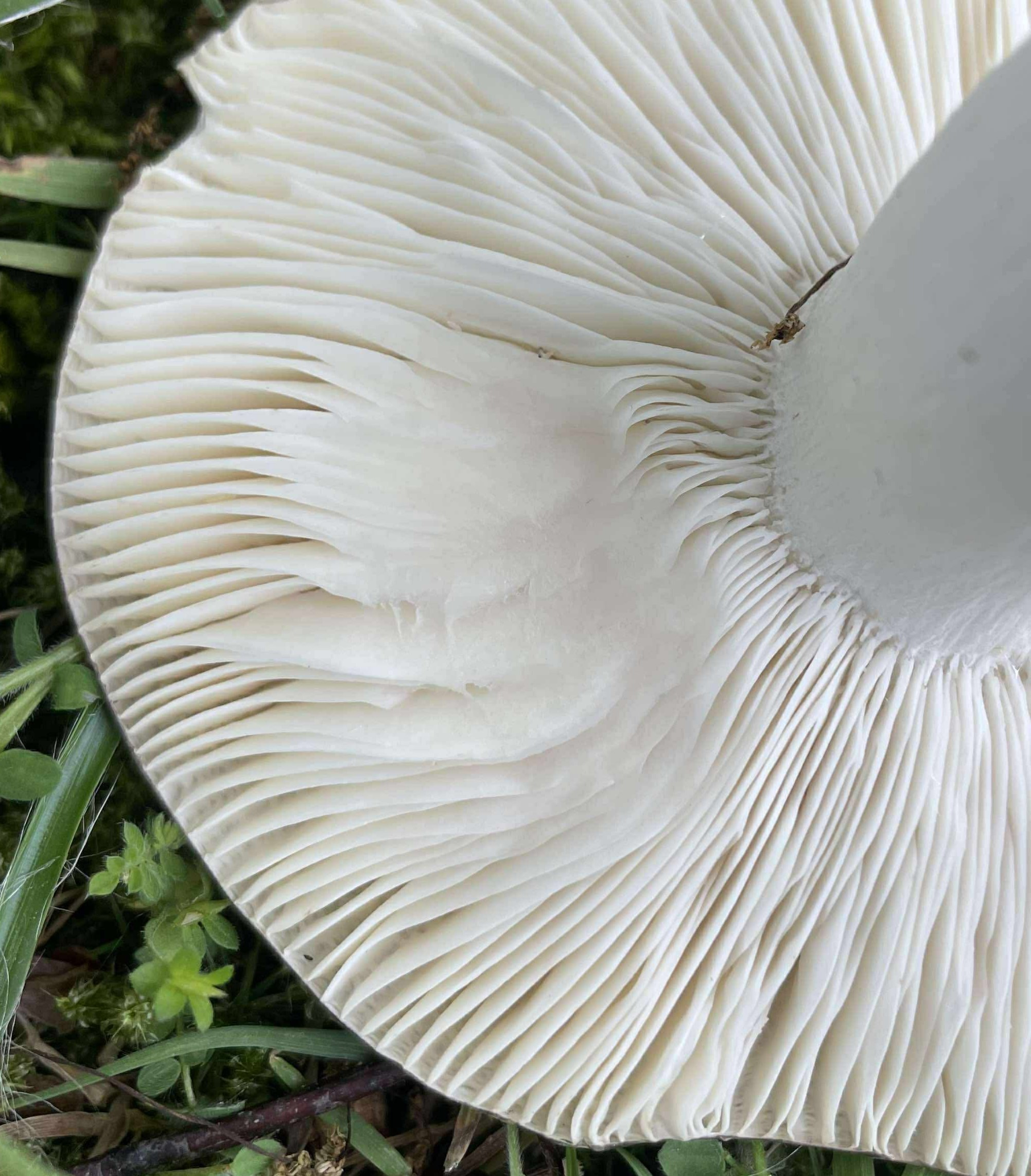
Lames lardacées se pliant à la pression avec une consistance grasse sans se casser, le principal critère de l'espèce.

Le chapeau mesure 5 à 12 (15) cm de diamètre. Il est convexe hémisphérique au début, puis aplani et déprimé au centre, plus ou moins légèrement en forme d'entonnoir avec l'âge. Sa surface est fibrilleuse à veinulée radialement, mate par temps sec, brillante et visqueuse par temps humide. La marge est lisse, aiguë, et la cuticule est séparable jusqu'au tiers du rayon, elle n'est généralement pas bordée. Il est souvent polychrome, ses couleurs sont très variables ; noir-vert, gris-violet, bleu-violet, gris-violet, bleu-vert, violacé panaché de bleu, lilas, rose, ochracé, jaune et vert.
Ses lames sont d'abord blanches, puis à reflet crème pâle, largement adnées à un peu décurrentes, souvent fourchues. Elles sont souples et lardacées, elles ne cassent pas sous la pression du doigt mais se plient, et, au toucher, elles se montrent souples et onctueuses, un des principaux critères de reconnaissance de cette espèce, alors que la plupart des autres Russules ont des lames nettement cassantes à la pression. Leurs arêtes sont entières à faiblement crénelées. Sa sporée est blanche (leucosporée),.
Le pied mesure 5 à 10 cm de hauteur pour 1,5 à 3 (4) cm d'épaisseur, de couleur blanche, parfois nuancé de rougeâtre par places. Il est de forme cylindrique, parfois légèrement aminci à la base, de consistance pleine à farcie-creuse, cassant comme du polystyrène. Sa surface est faiblement à distinctement veinée-réticulée longitudinalement.
La chair est blanche, se tachant parfois de gris-brunâtre, surtout dans le stipe. Sa saveur est douce, rappelant la noisette, et son odeur est faible.

### Caractéristiques microscopiques
Ses spores mesurent 6,8 à 9  µm x 6 à 7,5 µm,. Elles sont de forme subsphérique, à verrues isolées ou réunies par de fins connexifs.

### Réactions chimiques
Le stipe a une réaction banale au phénol et nulle, subnulle à grise au sulfate de fer, mais il réagit vivement au Gaïac, tout comme les lames.

## Galerie

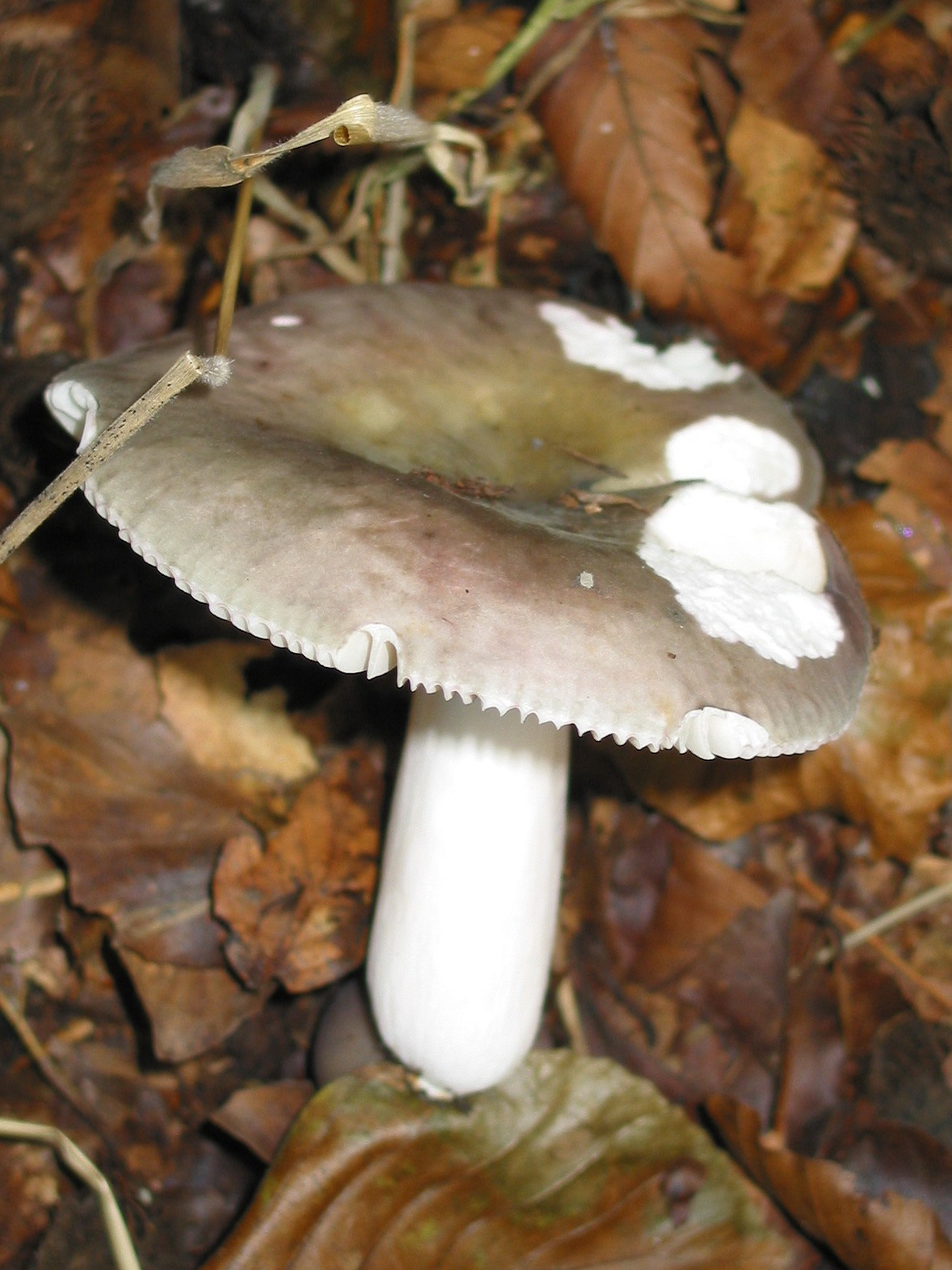
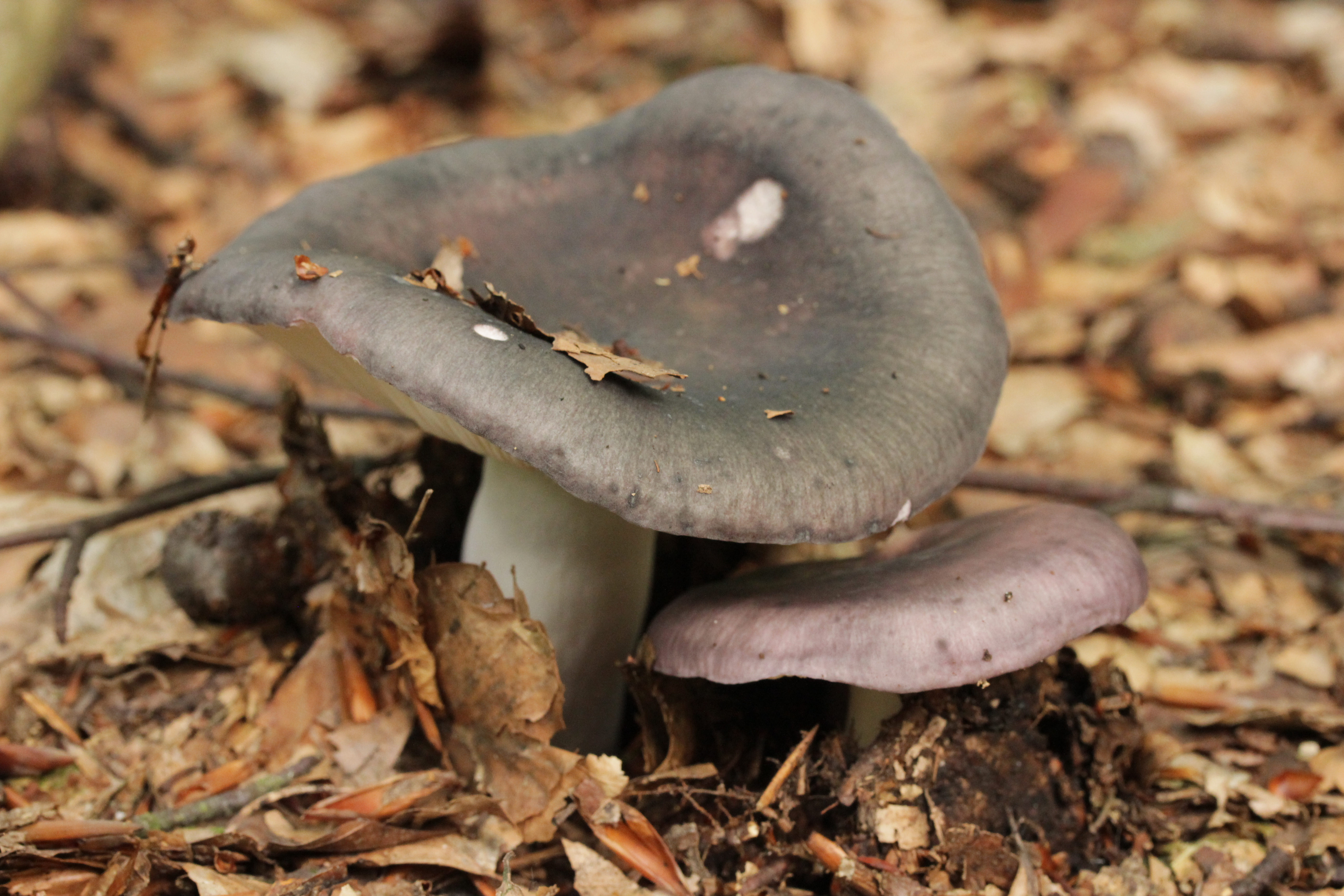
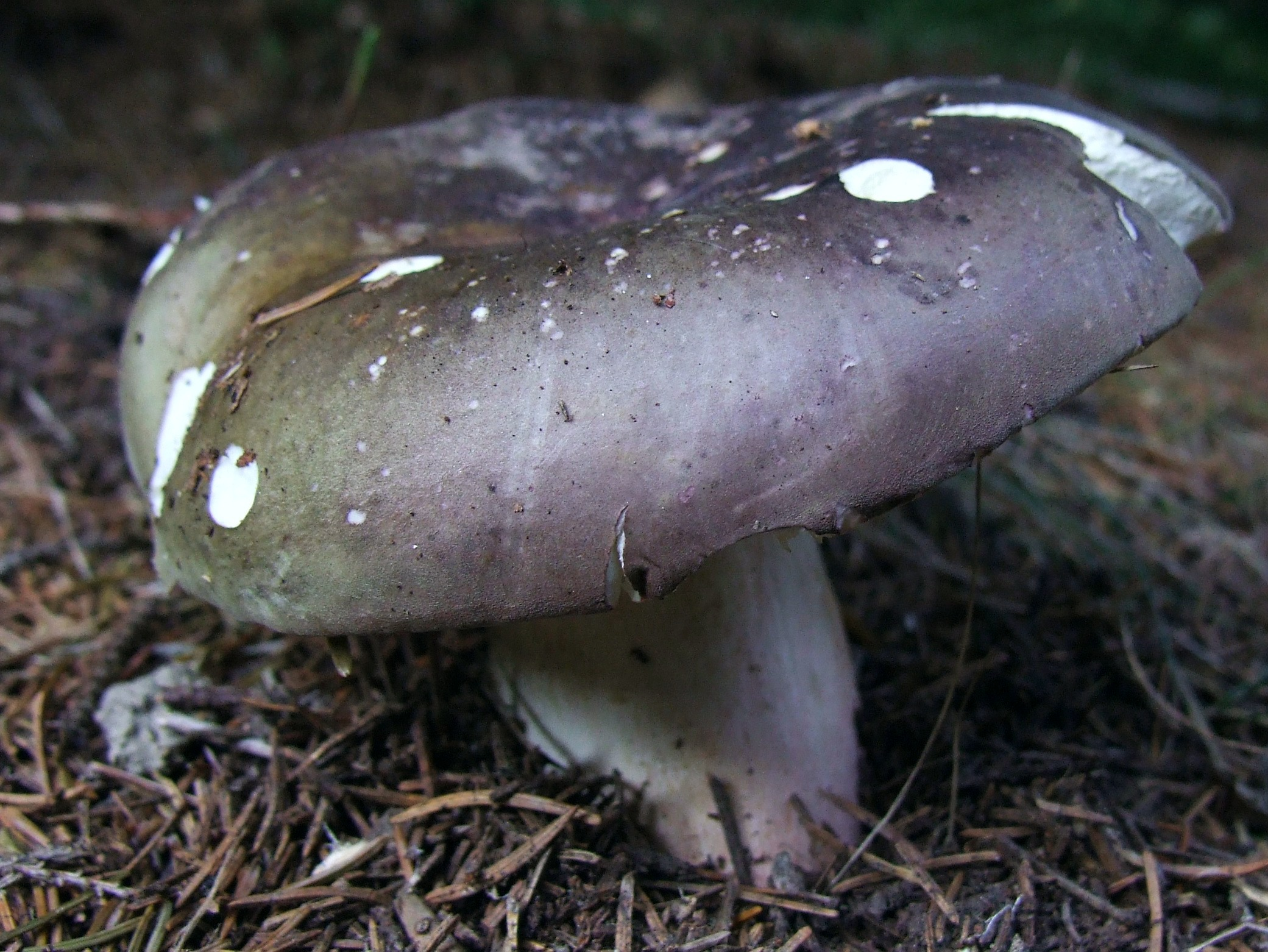
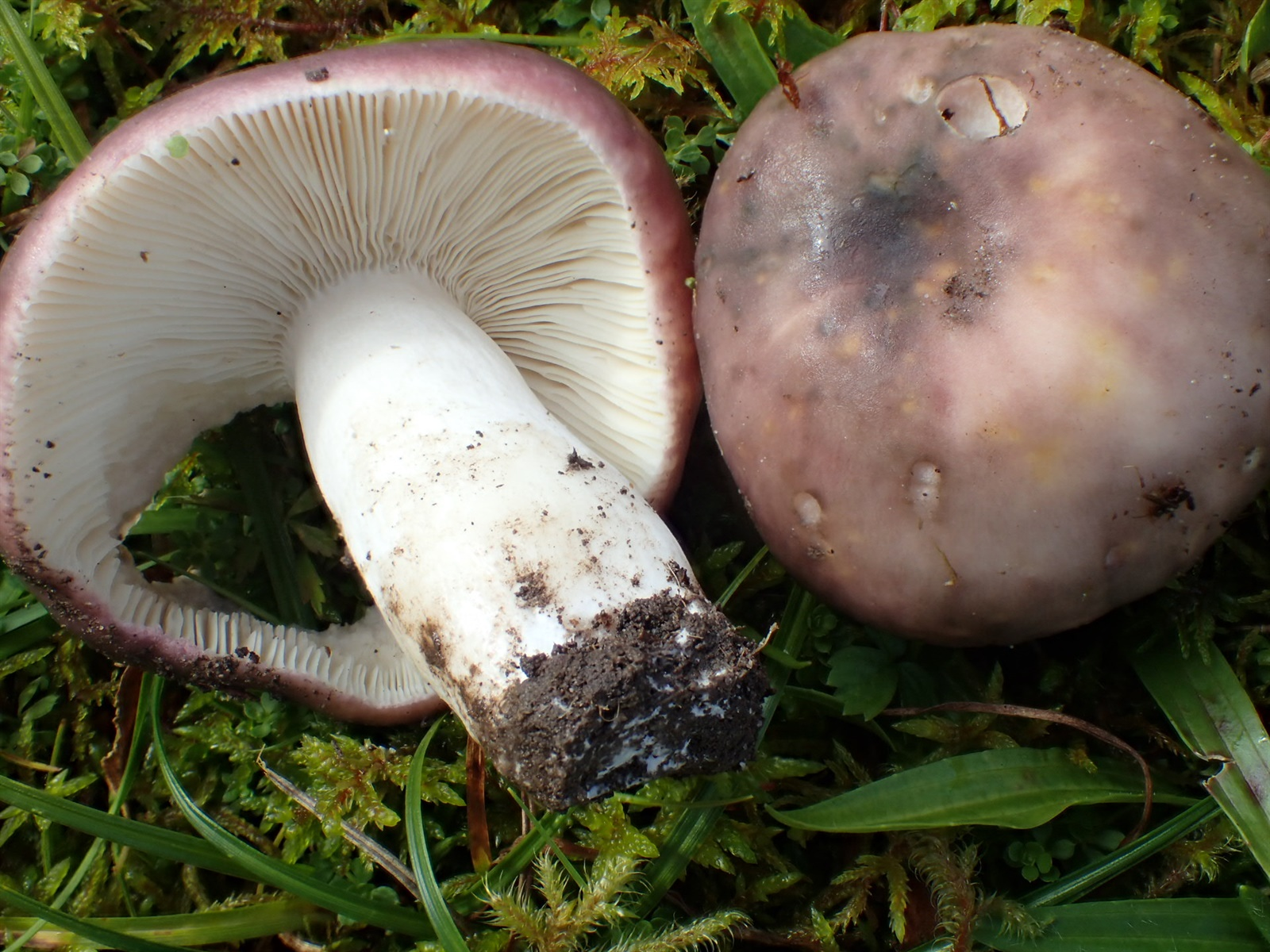
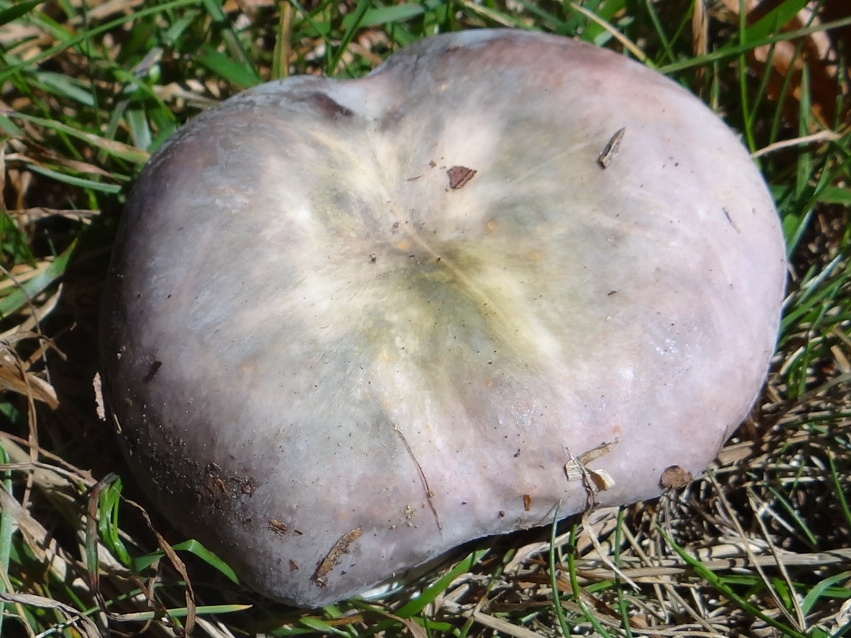
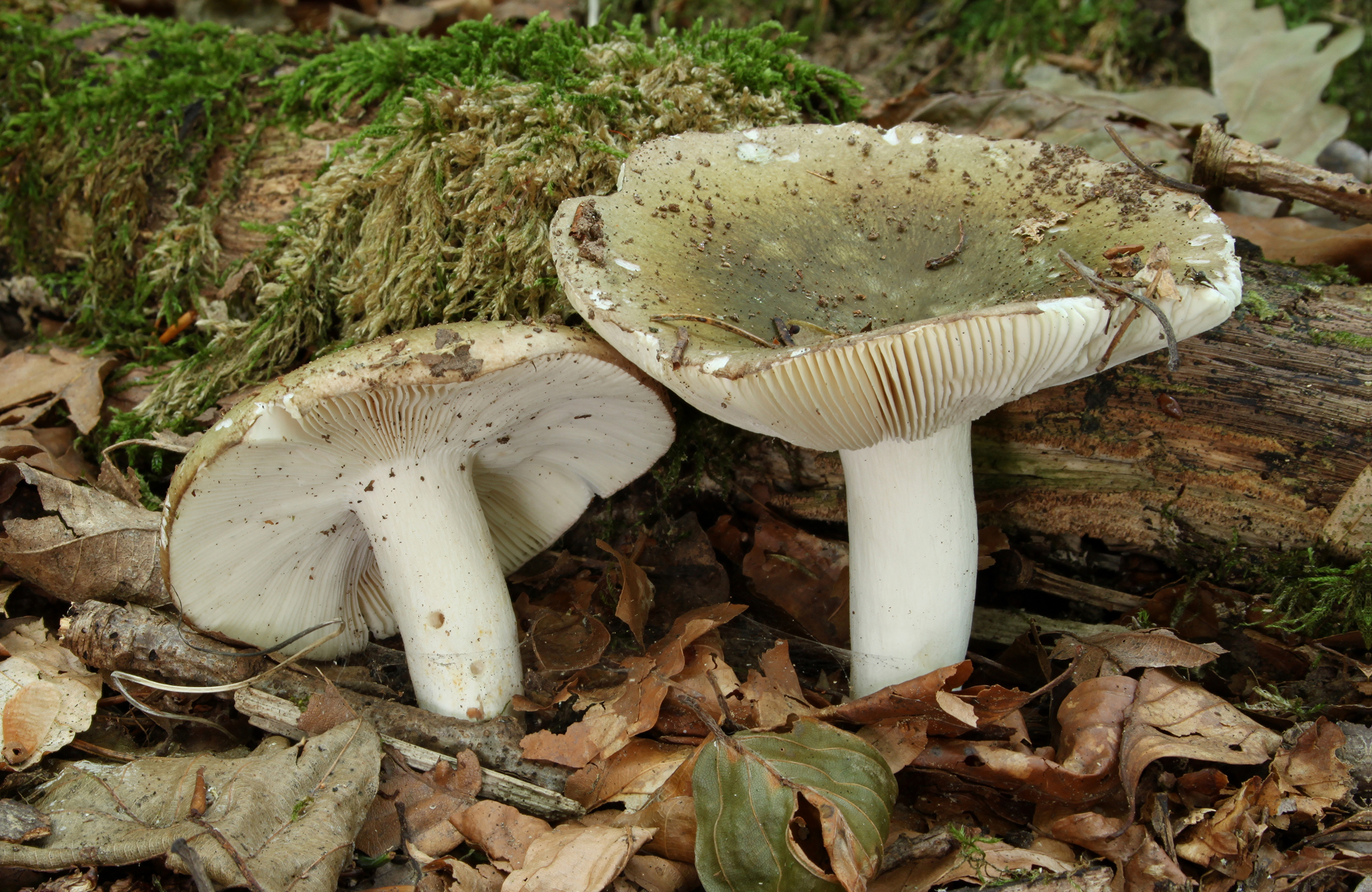
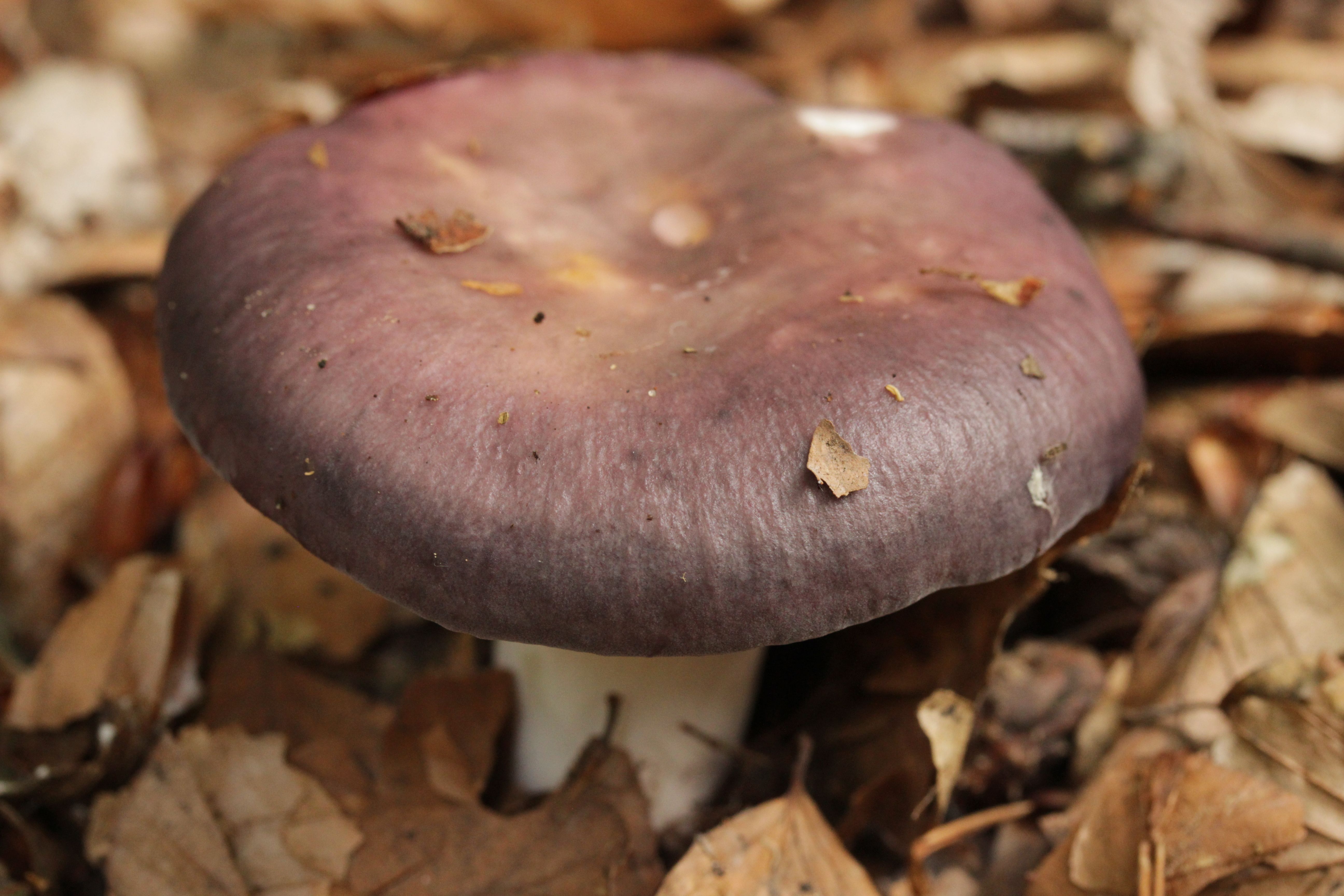
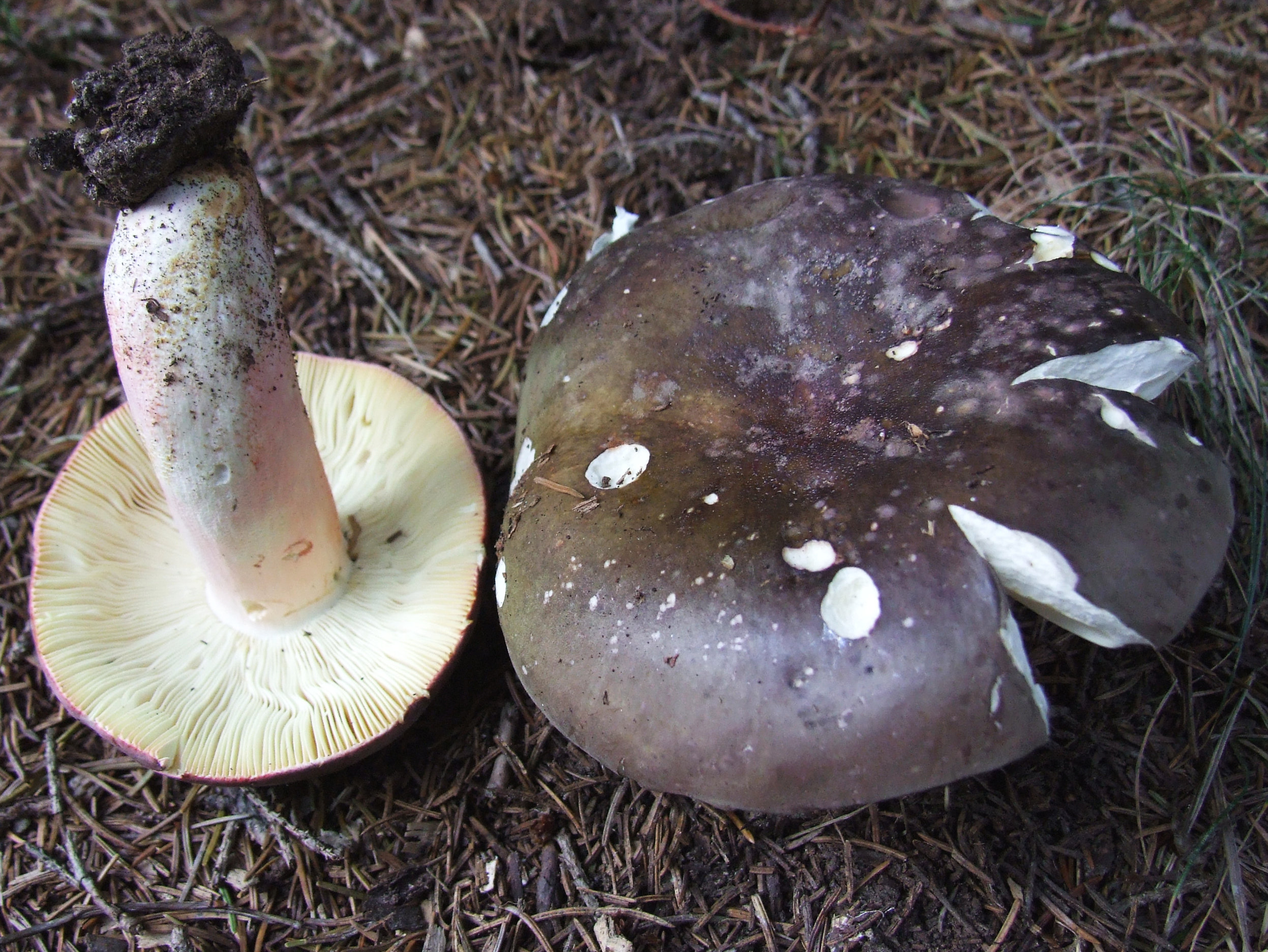
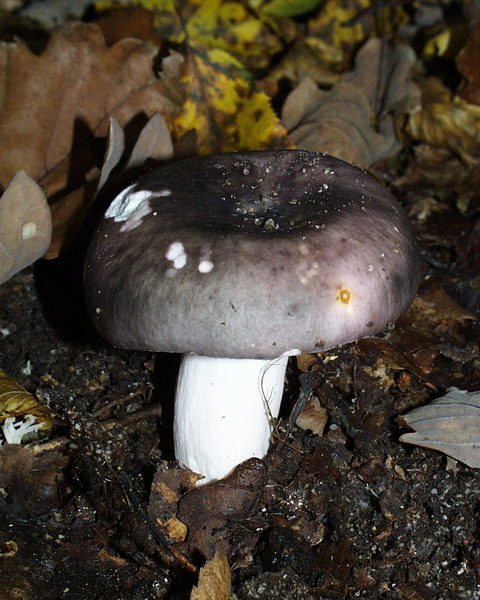
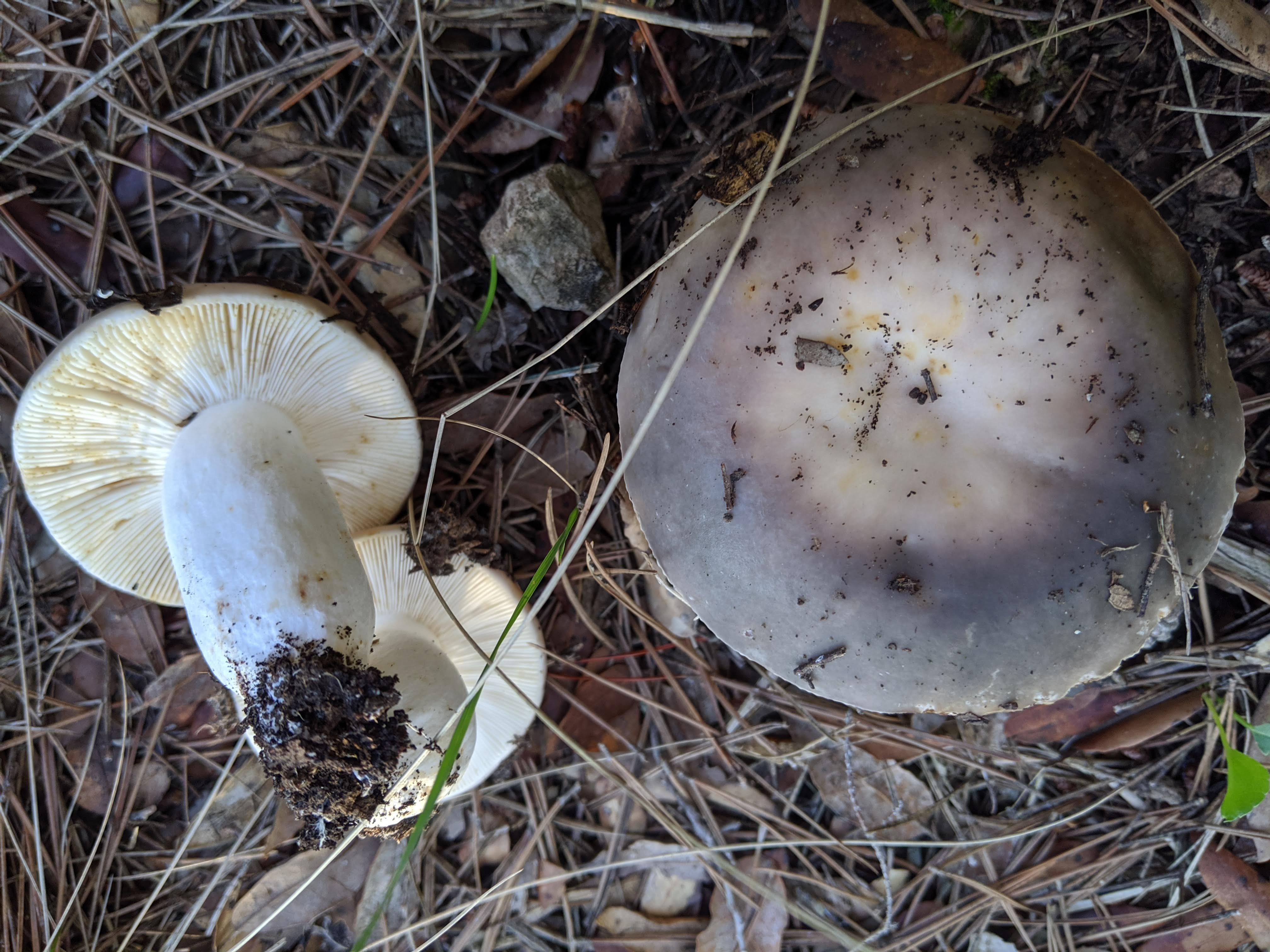
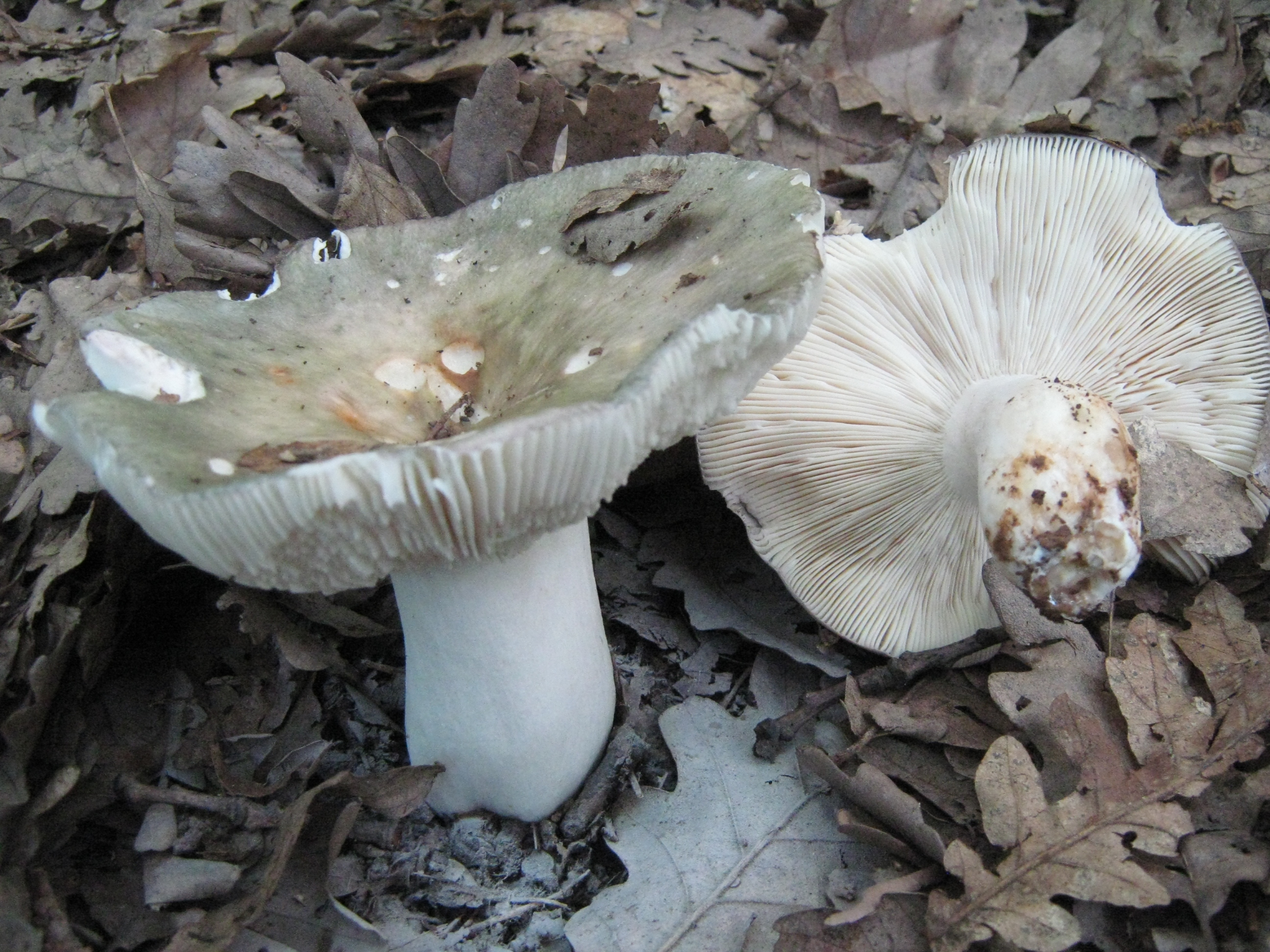
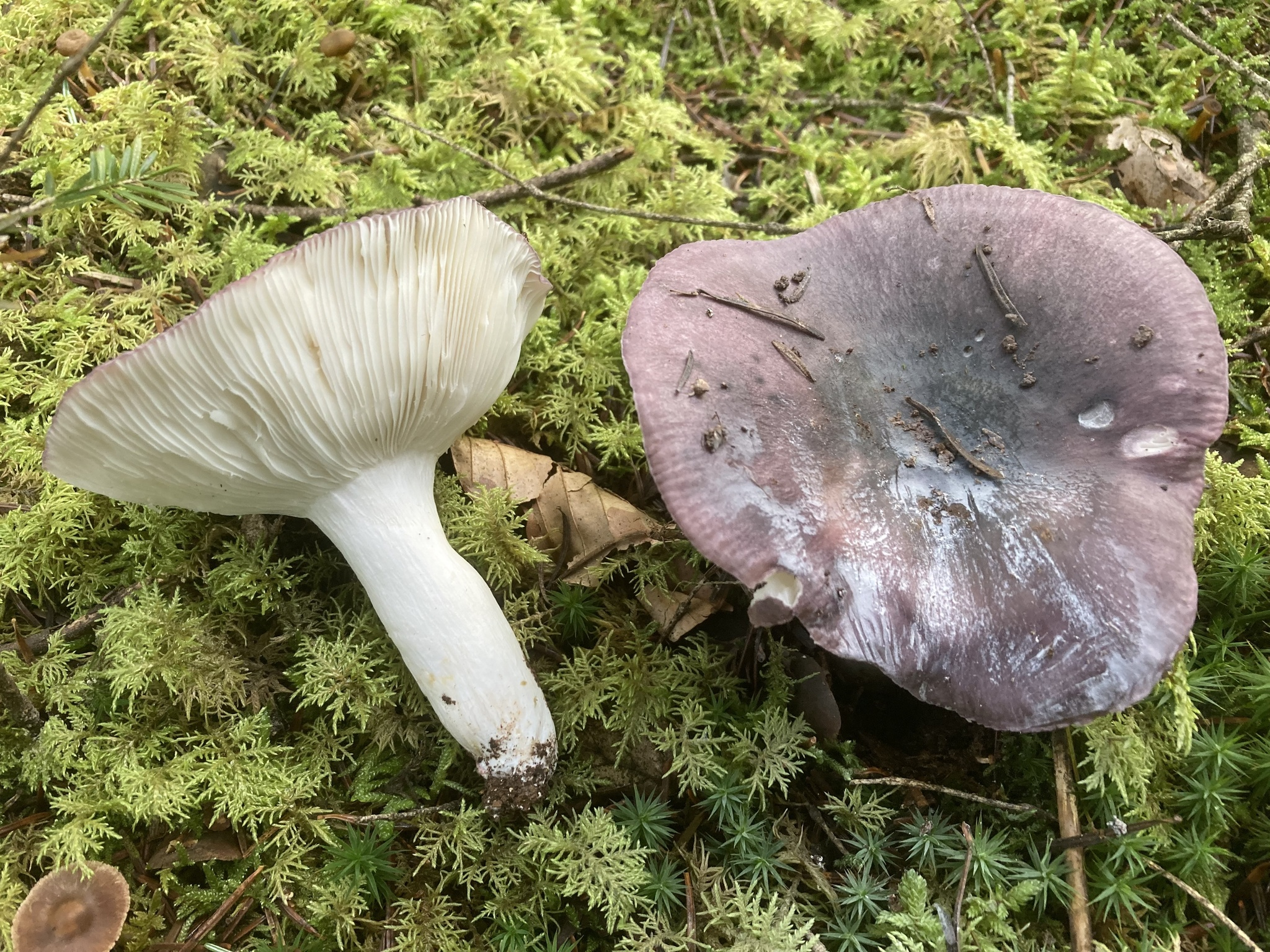
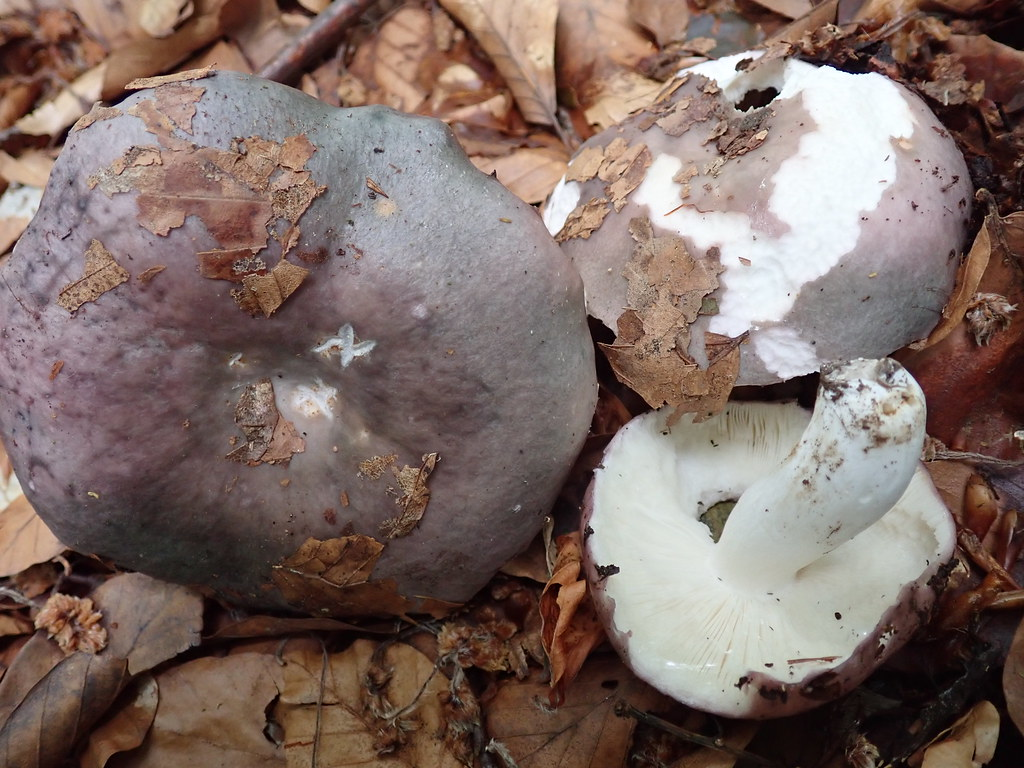
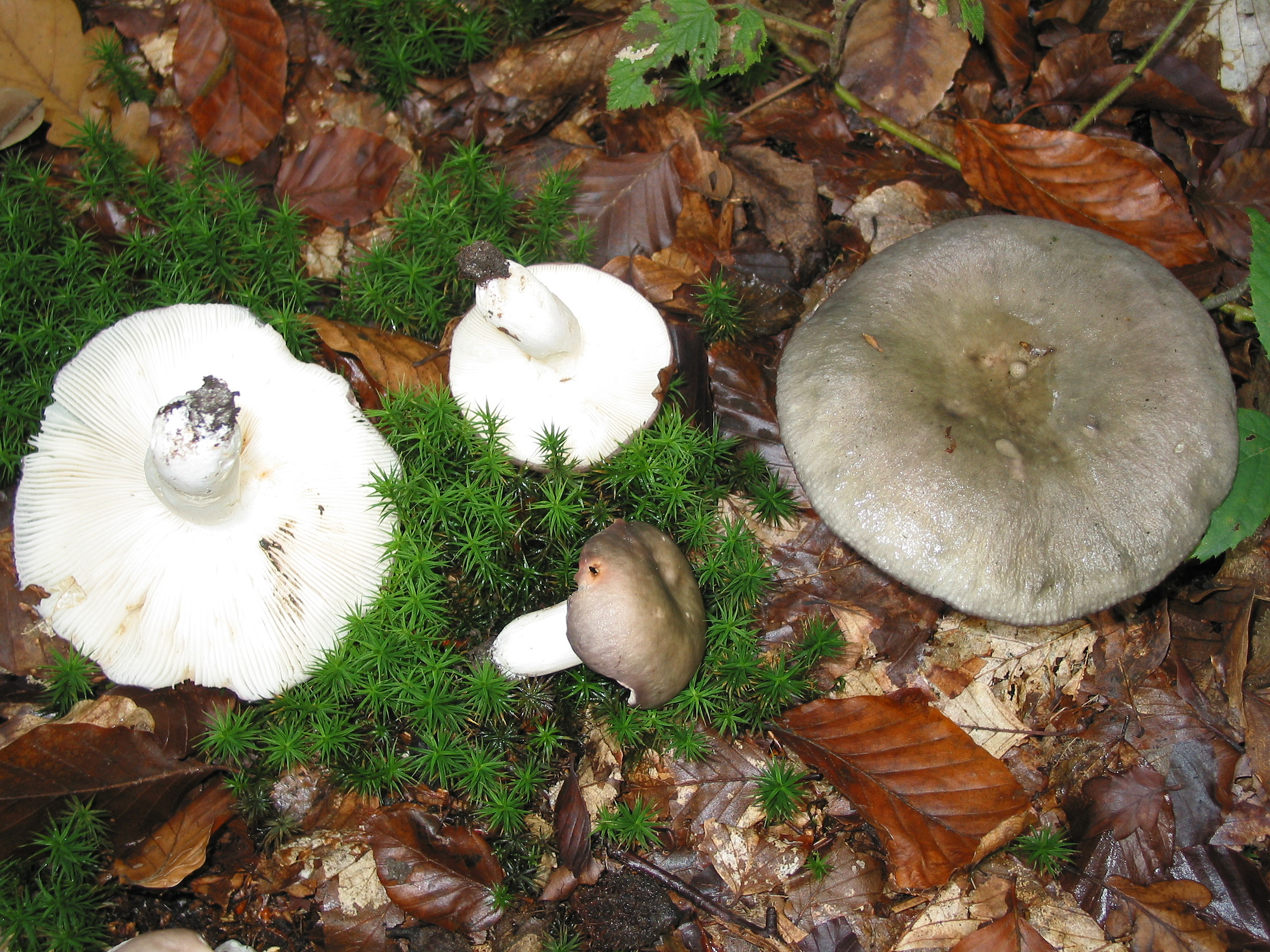
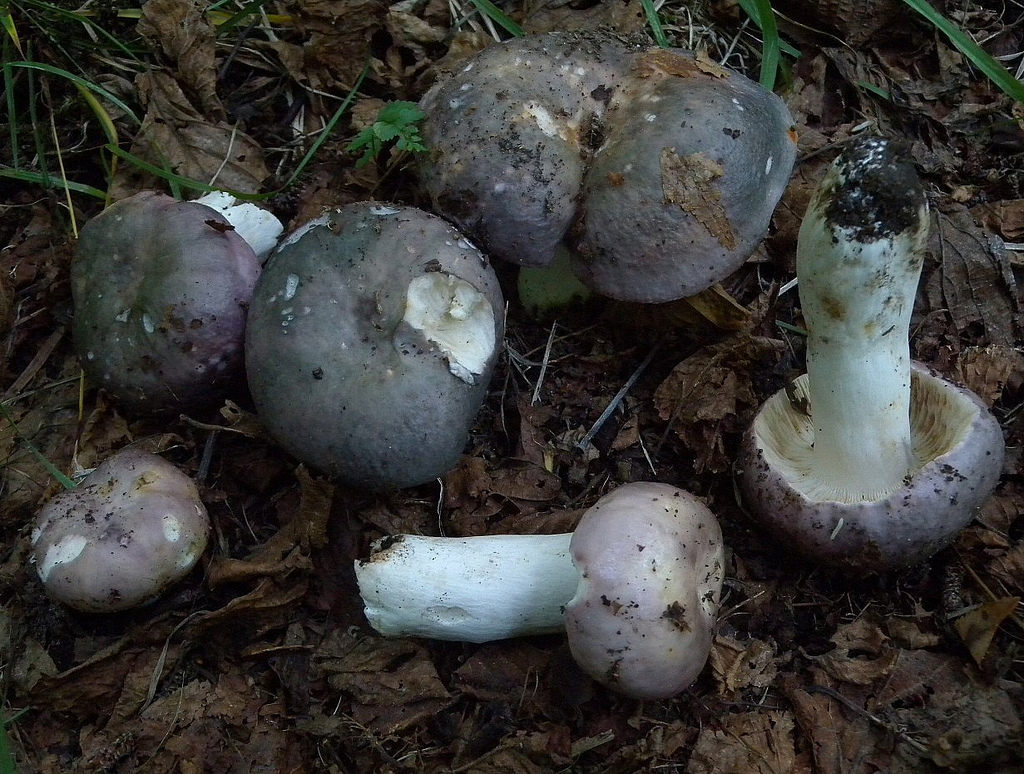

## Variétés et formes

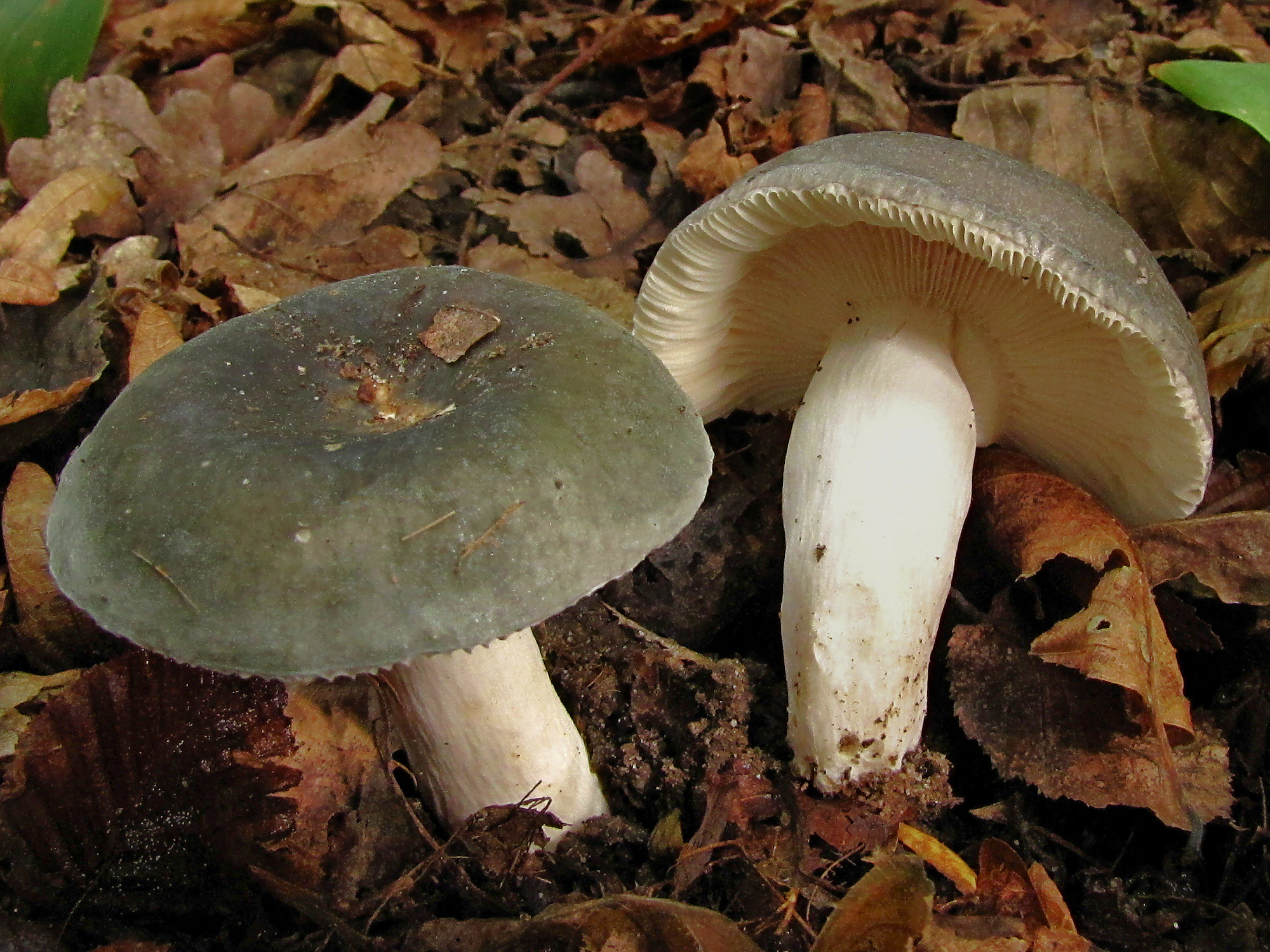
Forme peltereaui

- Forme peltereauiRussula cyanoxantha f. peltereaui a le chapeau vert assez uniforme[8], dépourvu de pigment violet[9].
- Russula cyanoxantha var. subacerba a une saveur désagréable ou un peu piquante[8].

## Habitat et distribution

Distribution de C. cyanoxantha en Europe

C'est une espèce mycorhizienne, très commune, elle pousse du début de l'été à la fin de l'automne en forêt, tout aussi bien sous feuillus que sous conifères, particulièrement sous hêtre et sous épicéa,. Elle forme des symbioses ectomycorhiziennes avec diverses plantes. En Europe, elle s'associe facilement avec les chênes, les hêtres, les châtaigniers, les charmes, les tilleuls les peupliers et également avec les épicéas. En Asie, en revanche, elle s'associe à diverses espèces de plantes des forêts tropicales, en particulier aux arbres de la famille des Dripterocarpaceae, Hopea, Dipterocarpus et Vatica, des plantes dont les feuilles sont souvent similaires à celles du Charme.
Cette espèce affectionne les bois thermophiles ou, à défaut, les bois chauds et humides, surtout ceux de la plaine et/ou des moyennes et basses collines. Elle n'aime pas autant les bois de montagne, à moins qu'ils ne se trouvent dans un endroit nettement thermophile, bien protégé des vents froids, où le soleil tape toute la journée. Dans les endroits plus chauds et plus ensoleillés, où la forêt est moins dense et où il y a des clairières et des chemins sans arbres, la fructification du champignon, généralement en troupe de quelques individus, peut commencer dès le mois de mai et se prolonger jusqu'à la fin de l'automne. Ce cycle peut persister même pendant les périodes estivales les plus sèches. Au contraire, dans les zones forestières plus denses, la fructification commence généralement en juin, coïncidant avec l'apparition des premiers Cèpes bronzés. Elle apprécie les sols siliceux au pH acide ou légèrement acide,.
La Russule charbonnière est répandue dans la majeure partie de l'hémisphère nord. On la trouve en Amérique centrale et en Amérique du Nord (États-Unis, Mexique, Costa Rica), en Afrique du Nord (Maroc, Algérie, Tunisie), dans les îles Canaries, en Asie (Caucase, Russie, Corée, Japon, Taïwan) et en Europe. Son aire de répartition s'étend du sud au sub-boréal, de sorte qu'on peut la rencontrer de la région méditerranéenne aux forêts de conifères des régions du nord et du nord-est.
En Europe, cette espèce est présente dans toutes les zones boisées, qu'il s'agisse de forêts de feuillus ou d'épicéas. Son aire de répartition s'étend de l'Espagne, des îles Baléares, de l'Italie, de la Serbie, de la Hongrie et de la Roumanie au sud jusqu'aux Hébrides et au centre de la Fennoscandie au nord, et vers l'est à travers la Pologne et la Biélorussie jusqu'à la Russie.

## Comestibilité

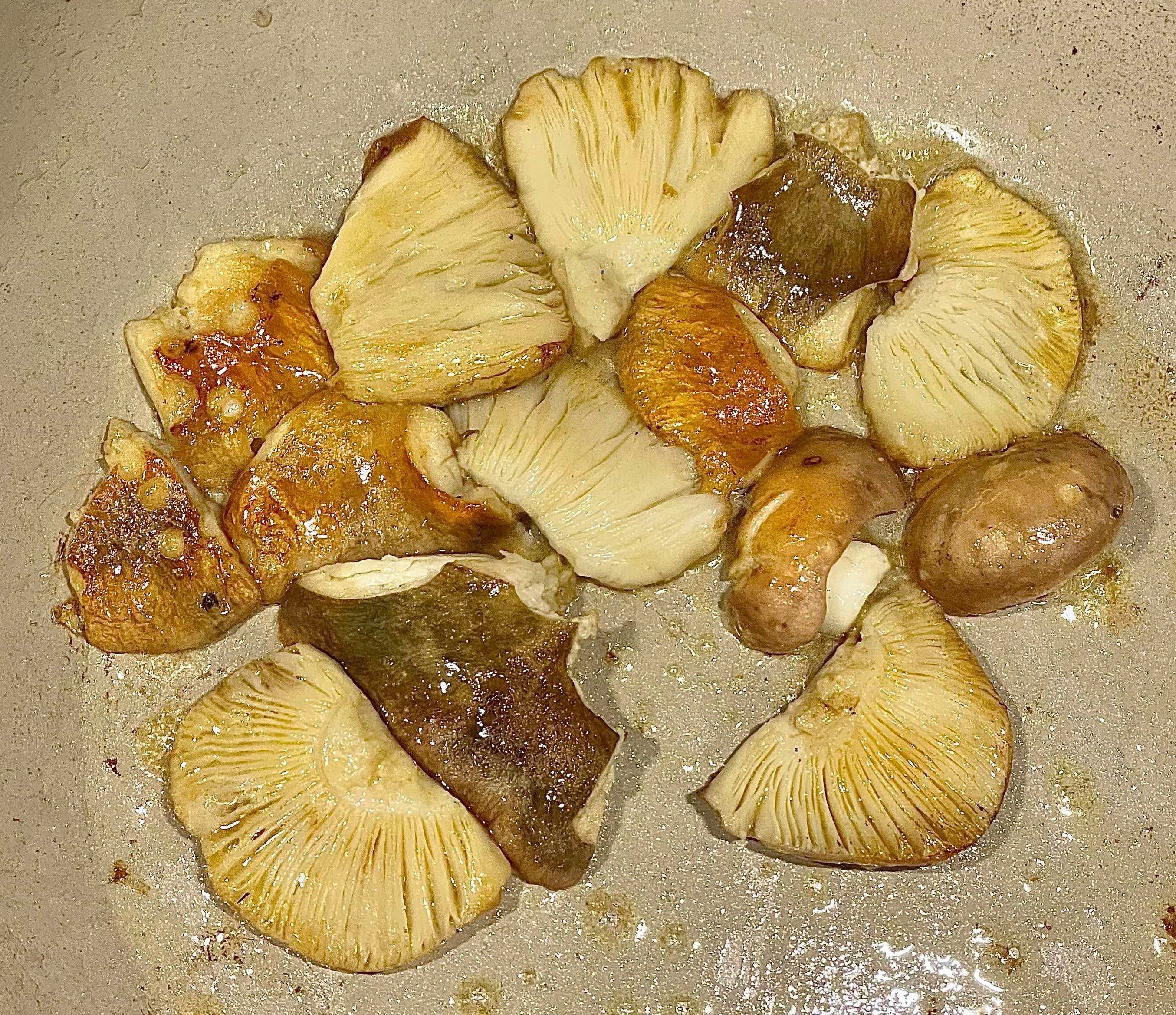
Poêlée de Russules charbonnières à l'huile d'olive en France.

La Russule charbonnière est largement reconnue comme un excellent comestible réputé,, à saveur de noisette. Si la cuticule est trop ferme sous la dent en raison de sa structure épaisse et élastique, elle peut être partiellement enlevée avant la cuisson. Sa chair est ferme, sans odeur prononcée et d'une saveur délicate ; contrairement à beaucoup d'autres espèces de Russules comestibles, sa texture n'est pas excessivement dure. Elle se prête à différents modes de préparation et est très appréciée dans les plats mixtes. Elle peut être préparée à la poêle, en la dégustant dans sa simplicité avec une touche de sel, ou enrichie d'un filet d'huile crue et d'un mélange de persil et d'ail. Elle peut aussi être sautée avec de l'ail et du beurre, seule ou avec d'autres champignons, comme les Cèpes, puis utilisée comme accompagnement de viandes, de rôtis ou de ragoûts. D'autres espèces de Russules comestibles populaires incluent Russula virescens et Russula vesca.
Très appréciée en Pologne, elle est préparée sous forme de rouleaux de chou ou marinée dans du vinaigre avec des Cèpes. En Roumanie, elle est préparée en la faisant rôtir avec des oignons, du paprika et du persil haché.

### Composition chimique
Ce champignon est riche en glucides (fructose-tréhalose), en protéines, en polysaccharides biologiquement actifs et, possède une enzyme appelée laccase, qui a de nombreuses propriétés. Dans l'industrie textile, cette laccase est principalement utilisée pour traiter les eaux usées colorées, car cette enzyme est capable de décomposer différents colorants, notamment le bleu de bromitimol, le bleu brillant réactif, le noir ériochrome T et le vert malachite.
Les Russules contiennent environ 92,5 % d'eau. 100 grammes de Russula Virescens séchée n'apportent que 28 calories. Voici quelques valeurs moyennes pour 100 grammes de produit séché :
Glucides : 62% du poids sec, dont 11,1% de sucres, 10,9% de mannitol. Matières grasses brutes : 1,85% de la matière sèche dont 28,78 % de graisses saturées, 41,51 % de monoinsaturées et 29,71 % de polyinsaturés.
Acides gras :
- Acide palmitique : 17,3 %
- Acide stéarique : 7,16%.
- Acide oléique : 41,27%
- Acide linoléique : 29,18%.

Acides organiques :
- Acide oxalique : 0,78 g
- Acide malique : 2,71 g
- Acide citrique : 0,55 g
- Acide fumarique : 0,23 g
- Acide 4-hydroxybenzoïque : 22,6 mg
- Acide cinnamique : 15,8 g

Protéines : 1,8 g, Vitamines : Vitamine C 5% AJR
Minéraux :
- Sodium : 2,8 mg
- Potassium : 340 mg
- Calcium : 5 % AJR
- Fer : 2,7 % AJR

Composés bioactifs :
- Tocophérols : 49,3 microgrammes
- Caroténoïde lycopène : 0,19 milligramme[6]

## Confusions possibles
Si l'on est vraiment distrait on peut confondre la russule charbonnière avec la mortelle Amanite phalloïde mais plusieurs critères majeurs les différencient : pas d'anneau ni de volve chez la russule charbonnière, c'est pourquoi il faut toujours déterrer le pied d'un champignon afin de pouvoir l'examiner dans son intégralité, et lames lardacées (non cassantes et consistance grasse) pour la russule charbonnière. Cette confusion vaut la peine d'être mentionnée de par sa dangerosité mais elle est en réalité très peu probable du moment que l'on fait un minimum attention aux caractéristiques d'identification. 
De façon plus réaliste, la Russule charbonnière peut surtout être confondue avec d'autres espèces de Russules, à la comestibilité, ou en tout cas sécurité alimentaire, identique :

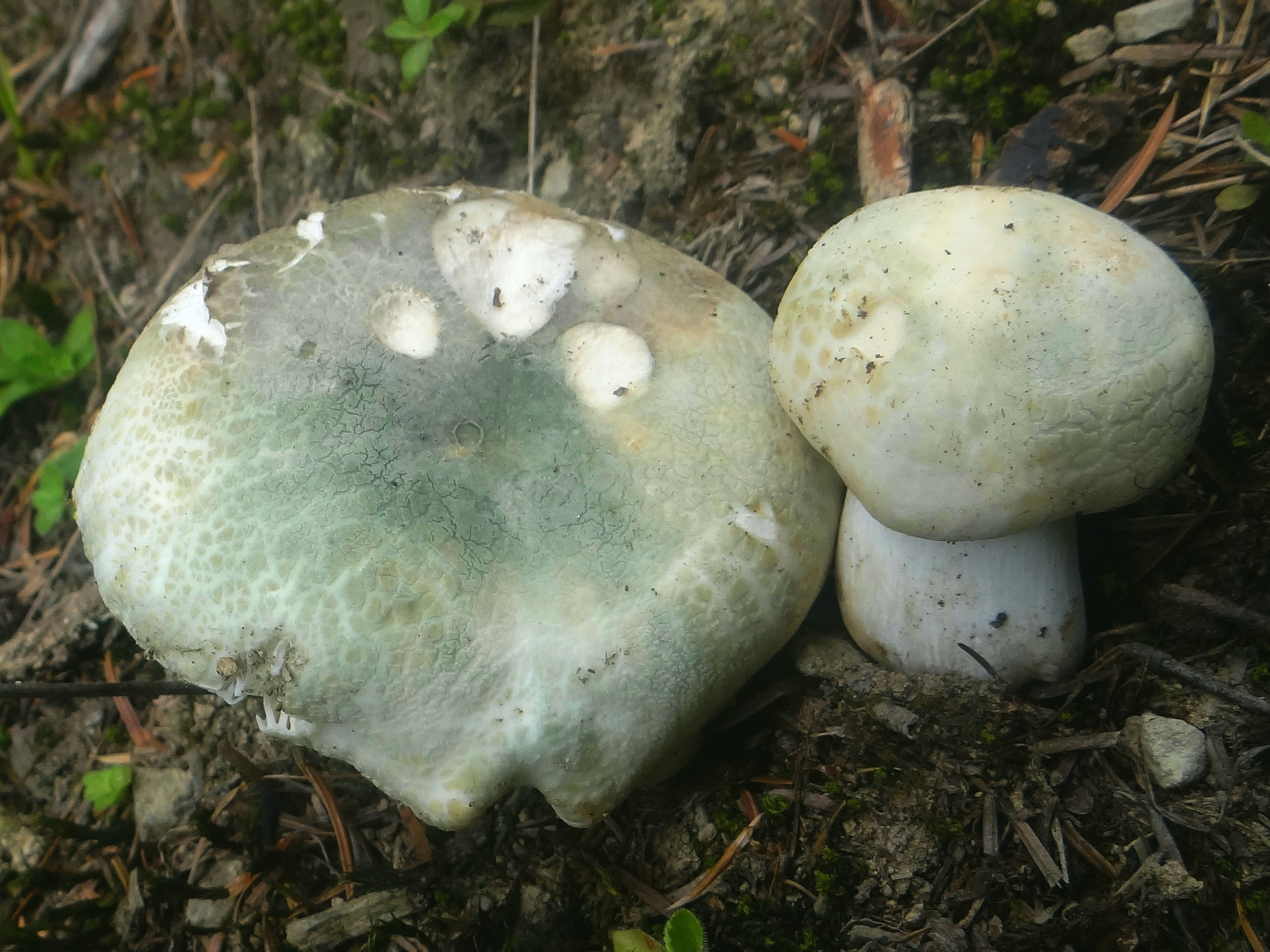
La Russule verdoyante (Russula virescens)

- La Russule verdoyante (Russula virescens)La Russule verdoyante (Russula virescens), au chapeau vert à vert bleu, aux lames généralement non-lardacées et à la couleur verte du chapeau se difractant au fur et à mesure sur les bords en polygones irréguliers. Comestible réputé.

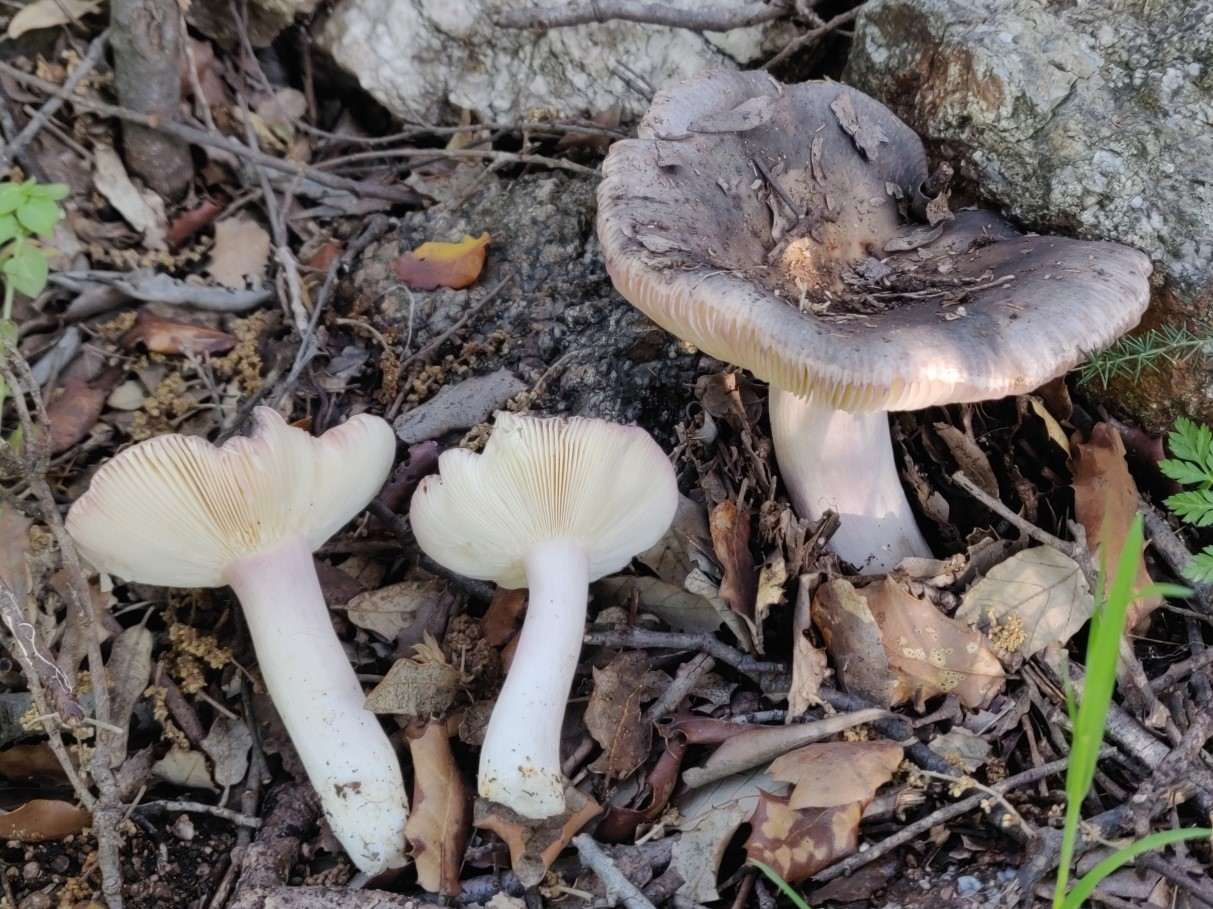
La Russule grise (Russula grisea)

- La Russule grise (Russula grisea)La Russule grise (Russula grisea),aux lames non lardacées et à la chair se trouvant sous la cuticule se révélant de couleur violette en pelant cette dernière. Comestible.
- La Russule à pied dur (Russula langei), aux lames lardacées mais au pied nettement dur et faiblement lavé de rose. Comestible.
- La Russule craquelée (Russula cutefracta), aux lames lardacées mais à la cuticule qui se craquelant facilement à la façon de R. virescens. Comestible.
- La Russule vert-de-gris (Russula aeruginea), au chapeau vert pâle et aux lames non lardacées, à sporée ochracée. Comestible.
- La Russule hétérophylle (Russula heterophylla), au chapeau vert à vert-jaune, aux lames non lardacées, fourchues, anastomosées près du pied et à la chair ayant tendance à se tacher de rouille. Comestible.
- La Russule verte et violette (Russula ionochlora), aux lames non lardacées, au chapeau radialement ridé et au pied souvent avec une légère teinte rose. Comestible.
- La Russule bleu-vert (Russula parazurea), aux lames non lardacées, au chapeau pruineux mat généralement gris-bleu et aux lames crèmes à maturité. Comestible.
- La Russule plume de canard (Russula anatina), aux lames non lardacées, aux lames crèmes et à la chair ayant tendance à jaunir. Comestible.
- La Russule des cistes de Montpellier (Russula monspeliensis), aux lames non lardacées, poussant en relation avec les cistes de Montpellier. Comestible.